# Cycas semota
Cycas semota K.D. Hill, 1996 è una pianta appartenente alla famiglia delle Cycadaceae, endemica dell'Australia.

## Descrizione
È una cicade con fusto arborescente, alto sino a 5 m.
Le foglie, pennate, lunghe 110-150 cm, sono disposte a corona all'apice del fusto e sono rette da un picciolo lungo 32-39 cm; ogni foglia è composta da 140-250 paia di foglioline lanceolate, con margine leggermente ricurvo, lunghe mediamente 14-19,5 cm, di colore.., inserite sul rachide con un angolo di 50-70°.
È una specie dioica con esemplari maschili che presentano microsporofilli disposti a formare strobili terminali di forma ovoidale, lunghi 40-46 cm e larghi 12-14 cm ed esemplari femminili con macrosporofilli che si trovano in gran numero nella parte sommitale del fusto, con l'aspetto di foglie pennate che racchiudono gli ovuli, in numero di 2-8. 
I semi sono grossolanamente ovoidali.

## Distribuzione e habitat
L'epiteto specifico semota, e cioè remota, fa riferimento appunto alla diffusione della specie nella zona remota a nord della penisola di Capo York.

Prospera su terreni sabbiosi sovrastanti massicci lateriti.

## Conservazione
La IUCN Red List classifica C. semota come specie vulnerabile.

La specie è inserita nell'Appendice II della Convention on International Trade of Endangered Species (CITES).